# Distretto di El'sk
Il distretto di El'sk (in bielorusso Ельскі раён?) è un distretto (raën) della Bielorussia appartenente alla regione di Homel'.